# 米拉茲
米拉茲（英語：Miraz）是英國作家C·S·路易斯所著《納尼亞傳奇》系列中的虛構人物，為《賈思潘王子》裡的主要反派，亦是該書主角賈思潘王子的叔叔。他透過謀殺兄弟而奪取了納尼亞王國的王位。
米拉茲和他姪子賈思潘王子的關係類似於莎士比亞戲劇《哈姆雷特》中克勞迪國王

## 角色生平
米拉茲是納尼亞國王賈思潘九世的兄弟，他通過謀殺賈思潘九世而控制了納尼亞的大權，最初他未敢稱王，而自封為攝政，開始一一剷除賈思潘九世的心腹大臣。直至賈思潘九世的皇后逝世後，米拉茲「順應民意」地被一批奸臣推上王位。米拉茲在登基為王後，開始了他殘暴的統治，增加納尼亞的稅收，頒布了嚴厲的法令。賈思潘九世的兒子賈思潘王子從小在他身邊長大。
多年後，米拉茲的妻子普娜普麗絲米亞皇后生下了一個兒子，這讓米拉茲想要除掉賈思潘，以讓自己的親生兒子能繼承王位。賈思潘王子在老師柯內留斯博士的幫助下逃離米拉茲的城堡，與深山老林中的古納尼亞人結盟。
米拉茲派出坦摩大軍攻擊古納尼亞人，導致內戰爆發。根據兩軍之間的約定，彼得·佩文西將與米拉茲進行一對一決鬥，過程中米拉茲被彼得給擊敗，隨即卻遭到自己手下——意圖伺機奪權的葛洛塞勛爵陰謀暗算，被殺身亡。

## 改編
在1989年的BBC電視劇改編中，由羅伯特·蘭飾演米拉茲。
在安德魯·亞當森執導的2008年電影《納尼亞傳奇：賈思潘王子》中，由義大利演員沙吉奧·卡斯特里圖飾演米拉茲。此外所有跟米拉茲有關的角色都是由來自義大利與西班牙的演員飾演。卡斯特里圖在受訪時表示，對於這個角色他第一個聯想到的就是《王子復仇記》中的克勞迪國王，此外他也說：米拉茲雖是個兇手和篡位者，但並不是個懦夫。

## 外部連結
- 互联网电影数据库上米拉茲的资料（英文）

| 統治者頭銜          | 統治者頭銜                       | 統治者頭銜          |
| ------------------- | -------------------------------- | ------------------- |
| 前任者： 賈思潘九世 | 納尼亞國王 納尼亞紀元2290–2303年 | 繼任者： 賈思潘十世 |